# هارلينجن (هولندا)
هارلينجن  Harlingen  بلدية تقع في مقاطعة فرايزلاند شمال هولندا.

## طوبوغرافيا
خريطة طوبوغرافية هولندية لبلدية هارلينجن ، يونيو 2014، (تقرأ بعد ثلاث نقرات على الخريطة)

## أعلام
- سيمون فيسدايك
- جوهانس كايزر
- هيرمان ويت